# Jaderná elektrárna Higašidori
Jaderná elektrárna Higašidori (japonsky 玄海原子力発電所, Higašidóri genširjoku hacudenšo) je provozní jaderná elektrárna v Japonsku. Leží na poloostrově Šimokita poblíž vesnice Higašidori v prefektuře Aomori. Elektrárnu vlastní a provozují společnosti Tohoku Electric Company a Tokyo Electric Power Company (TEPCO).

## Historie a technické informace
Historie jaderné elektrárny Higašidori se začíná psát již v květnu 1965, kdy se rada obce Higašidori rozhodla navrhnout výstavbu jaderné elektrárny. V říjnu téhož roku přijalo shromáždění prefektury Aomori návrh vesnice na výstavbu elektrárny, která byla zařazena do dlouhodobého plánu rozvoje země. V srpnu 1992 byla prostřednictvím guvernéra prefektury Aomori uzavřena dohoda o kompenzaci za rybolov ve výši 18 miliard jenů s rybářským družstvem Širanuka a družstvem pro rybolov v Odanozawa. V únoru 1996 byla podána žádost o výstavbu prvního bloku, která byla později příslušnými úřady schválena.
Výstavba prvního varného bloku typu BWR-5 o hrubém výkonu 1100 MW započala 7. listopadu 2000. K síti byl připojen 9. března 2005 a do komerčního provozu přešel 8. prosince 2005. Po spuštění elektrárny vznikly plány na výstavbu dalších tří varných bloků typu ABWR o hrubém výkonu 1385 MW. Druhý blok měl přejít do provozu v roce 2014 a výstavba druhého se plánovala na rok 2017 se spuštěním po roce 2020, ale kvůli zemětřesení a tsunami v Tóhoku byla stavba odložena na neurčito. Lokalita je však společností TEPCO považována za velmi slibnou, co se týče rozšíření kapacit elektrárny.
Elektrárna je formálně rozdělena na dvě. Jednu provozuje TEPCO (bloky 1 a 2) a druhou bude provozovat Tohoku Electric Company (bloky 3 a 4).

### Zemětřesení a tsunami v Tóhoku 2011
V důsledku zemětřesení a tsunami v Tóhoku v březnu 2011 byla elektrárna dočasně odstavena (blok byl z důvodu běžné odstávky zastaven již 6. února). V elektrárně nedošlo k žádné havárii, pouze došlo k odpojení externího napájení a dochlazování reaktoru tak muselo probíhat prostřednictvím naftových generátorů. Elektrárna bude restartována poté, co budou dokončeny veškerá opatření ke zvýšení bezpečnosti, aby mohly být splněny nejnovější bezpečnostní normy v zemi, které byly po havárii jaderné elektrárny Fukušima I zpřísněny.

## Informace o reaktorech
| Reaktor      | Typ reaktoru  | Výkon   | Výkon   | Zahájení výstavby | Připojení k síti               | Uvedení do provozu             | Uzavření |
| Reaktor      | Typ reaktoru  | Čistý   | Hrubý   | Zahájení výstavby | Připojení k síti               | Uvedení do provozu             | Uzavření |
| ------------ | ------------- | ------- | ------- | ----------------- | ------------------------------ | ------------------------------ | -------- |
| Higašidori-1 | BWR-5 251-764 | 1067 MW | 1100 MW | 7. 11. 2000       | 9. 3. 2005                     | 8. 12. 2005                    |          |
| Higašidori-2 | ABWR          |         | 1385 MW | leden 2011        | Výstavba zastavena 30. 3. 2012 | Výstavba zastavena 30. 3. 2012 |          |
| Higašidori-3 | ABWR          |         | 1385 MW | Odloženo          |                                |                                |          |
| Higašidori-4 | ABWR          |         | 1385 MW | Odloženo          |                                |                                |          |